# أبيض الرصاص
أبيض الرصاص أو إسْفيدَاج هو خضاب أبيض اللون يتألف كيميائياً من كربونات الرصاص الثنائي القاعدية 2PbCO3·Pb(OH)2. فهو بذلك ملح مزدوج يحوي كاتيونات الرصاص وأنيونات الهيدروكسيد والكربونات، ويوجد طبيعياً على شكل هيدرات معدن السيروسيت.

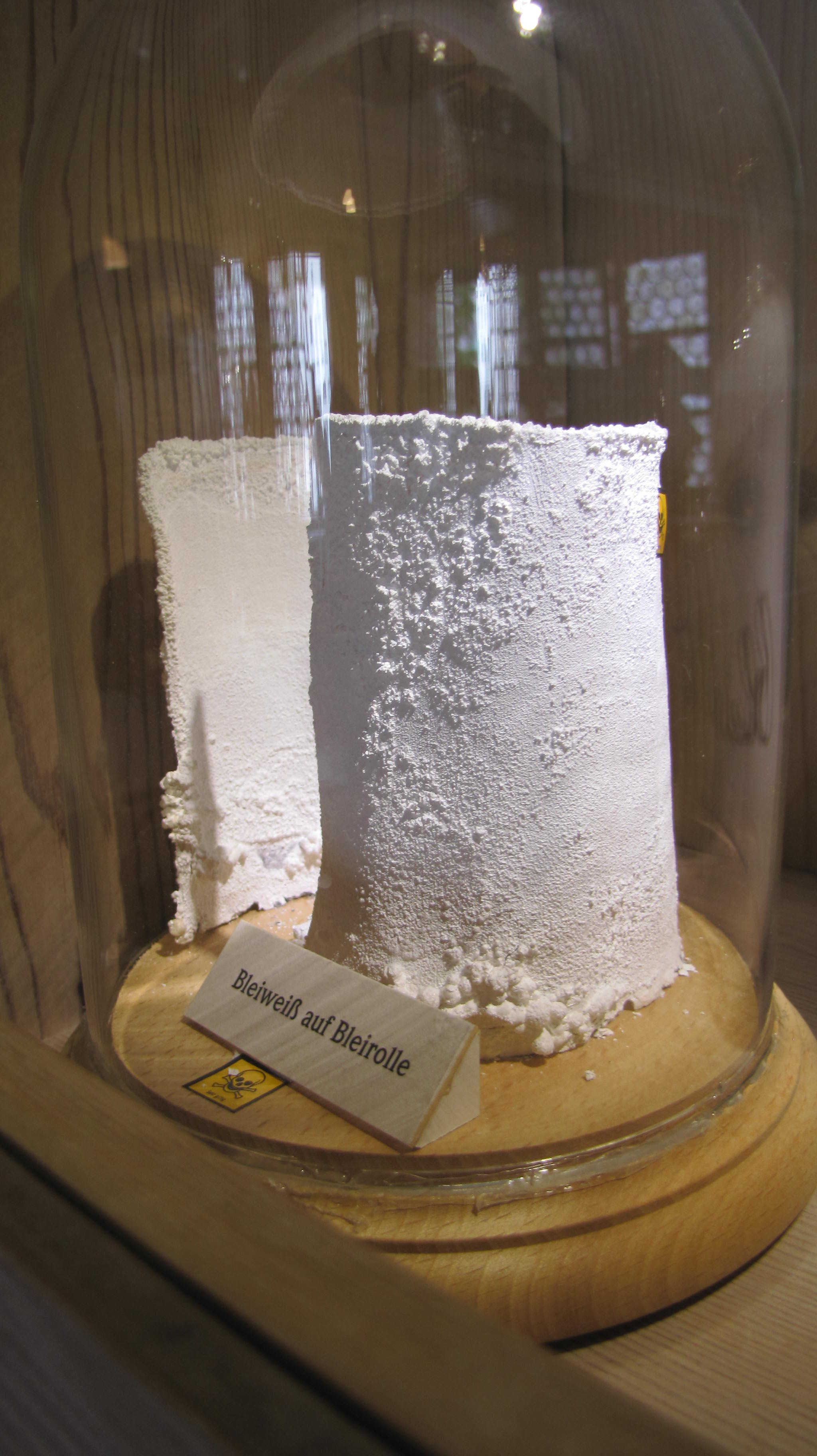
أبيض الرصاص على لفافات

شاع استخدام أبيض الرصاص منذ القدم للصباغ باللون الأبيض، وحتى الاستخدام في تكوين مستحضرات التجميل، وكان يسمى حينها إسبيداج (أو الإسفيداج)؛ إلا أن التسمم بالرصاص حد من استخدامه، وخاصة مع توفر بدائل من مركبات بيضاء أخرى.

## اقرأ أيضاً
- تسمم بالرصاص
- كربونات الرصاص الثنائي